# Ariane Matiakh
Ariane Matiakh (1980) es una directora de orquesta francesa.

## Biografía
Hija de dos cantantes de ópera, Matiakh obtuvo sus premios en piano, música de cámara, dirección en el Conservatoire à rayonnement régional de Reims y acompañamiento de piano en el Conservatoire à rayonnement régional de Rueil-Malmaison. Al mismo tiempo, inició su carrera musical como pianista y directora vocal en diversas instituciones francesas. Cantó en el Coro Arnold Schoenberg, bajo la dirección de Nikolaus Harnoncourt y Ádám Fischer. De 2002 a 2005, estudió dirección en la Musik Hochschule de Viena en la clase de Leopold Hager y Yuji Yuasa y siguió los consejos de Seiji Ozawa en sus clases magistrales.
En 2005, Matiakh fue nombrada director asistente de la Opéra National de Montpellier. Su reemplazo a corto plazo de James Conlon en mayo de 2006 en la Sinfonía n. ° 7 de Shostakovich fue muy notoria y marcó el comienzo de su carrera internacional.
En 2018, la Staatskapelle Halle anunció el nombramiento de Matiakh como su nuevo Generalmusikdirektorin (Director General Musical), la primera directora femenina nombrada para el cargo, a partir de la temporada 2019-2020. Este nombramiento marcó la primera dirección musical de Matiakh. Ha grabado con la Staatskapelle Halle para Berlin Classics. En enero de 2020, de mutuo acuerdo, Matiakh renunció a su puesto en Staatskapelle Halle, a partir del 31 de enero de 2020.
En música contemporánea, Matiakh ha dirigido obras de Richard Dubugnon, Bechara El-Khoury y Éric Tanguy.

## Honores y premios
- Laureado de la edición 2008 de los "Talentos chefs d'orchestre Adami".
- Presentada como la "Révélation chef d'orchestre" en las Victoires de la musique classique de 2009 (dirigió la Orchestre national de Lorraine en directo en France 3 en la noche de premios).
- Oficial de la Ordre des Arts et des Lettres en 2022.

## Discografía seleccionada
- Zara Levina: Conciertos para piano (Maria Lettberg, Berlin Radio Symphony Orchestra), Capriccio C5269.
- Francis Poulenc, Jean Françaix: Conciertos (Mona Bard y Rica Bard, Deutsche Staatsphilharmonie Rhienland-Pfalz), Capriccio C5237.
- Johanna Doderer: Sinfonía n. ° 2 / Concierto para violín n. ° 2 (Anne Schwanewilms, Yury Revich, Deutsche Staatsphilharmonie Rheinland-Pfalz), Capriccio C5245.
- Ernst von Dohnányi: Conciertos para piano núms. 1 y 2 (Sofja Gulbadamova, Deutsche Staatsphilharmonie Rhenland-Pfalz), Capriccio C5387.
- Ernst von Dohnányi: The Veil of Pierrette (Orquesta Sinfónica de la Radio de Viena), Capriccio C5388
- Clara Schumann y Ludwig van Beethoven: Conciertos para piano (Ragna Schirmer, Staatskapelle Halle), Clásicos de Berlín.